# Christel Frese
Christel Frese (née le 3 août 1944 à Lennep) est une athlète allemande spécialiste du 400 mètres. Licenciée à l'ASV Köln, elle mesure 1,65 m pour 50 kg.

## Biographie

### Palmarès
| Date | Compétition                    | Lieu     | Résultat | Épreuve    | Performance   |
| ---- | ------------------------------ | -------- | -------- | ---------- | ------------- |
| 1969 | Jeux européens en salle        | Belgrade | 2e       | 400 mètres | 54 s 8        |
| 1969 | Championnats d'Europe          | Athènes  | 3e       | 4 × 400 m  | 3 min 32 s 7  |
| 1970 | Championnats d'Europe en salle | Vienne   | 2e       | 400 mètres | 53 s 1        |
| 1971 | Championnats d'Europe          | Helsinki | 2e       | 4 × 400 m  | 3 min 33 s 00 |
| 1972 | Championnats d'Europe en salle | Grenoble | 1er      | 400 mètres | 53 s 36       |
| 1972 | Championnats d'Europe en salle | Grenoble | 1er      | 4 × 400 m  | 3 min 10 s 85 |

### Records
| Épreuve    | Performance | Lieu | Date |
| ---------- | ----------- | ---- | ---- |
| 400 mètres | 52 s 2      |      | 1972 |